# 4Ten
4TEN (em coreano:  포텐, anteriormente Poten), é um girl group sul-coreano, formado em 2014 pela Jungle Entertainment. Seu nome vem da palavra "potencial", e consiste atualmente em três integrantes: Hyeji, Hyejin e Heeo.

## História

### Pré-estreia
O grupo foi inicialmente revelado através da página oficial de M.I.B no Facebook, que compartilhou a notícia da estreia de 4TEN.

### 2014: Estreia com "Tornado"
O grupo estreou em 26 de agosto de 2014 com o single "Tornado", sob o nome 4TEN Na sequência, elas realizaram sua apresentação de estreia no M! Countdown, em 28 de agosto.

### 2015: "Why", mudança na formação e "Go Easy"
Em 5 de janeiro de 2015, 4TEN lançou seu segundo single, "Why". O videoclipe foi gravado em Nova Iorque.
Em 19 de junho, a Jungle Entertainment anunciou que TEM e Eujin deixaram o grupo, e que o grupo faria seu retorno como POTEN, com três novas componentes: Heeo, Yun e Haejong. Seu single, "Go Easy", foi lançado em 3 de julho de 2015.

### 2016: Saída de Haejong, Jack of All Trades e Cirurgia da Yun
No início de 2016, foi confirmada a saída da integrante Haejong do grupo. Sendo agora um quarteto novamente, o grupo voltou com o nome 4TEN. O primeiro mini album do 4TEN, Jack of All Trades, foi lançado dia 23 de Fevereiro e contou com ''Severely'' como sua faixa título. No mesmo dia, elas fizeram seu comeback stage no SBS' The Show.
No dia 11 de setembro, Yun anunciou no fancafé através de uma carta escrita a mão que ela precisaria fazer uma cirurgia, tal qual foi a razão do retorno do grupo ser adiado. Ela contou na carta que sofria de dores no pescoço antes mesmo de estrear no 4TEN. A cirurgia estava agendada para o dia 19 de Setembro, mas também foi adiada, e então remarcada para o dia 27. A cirurgia correu bem e Yun começou a se recuperar sem nenhuma complicação.

### 2017–presente: Mudanças na formação, 'Mix Nine'e Makestar
4Ten ficou inativo por quase um ano depois que suas promoções de Severely terminaram no outono de 2016.
Depois de não ver Yun participar do MixNine e uma ausência do grupo por mais de um ano, supõe-se que ela tenha saído. Ela também não participou de promoções recentes para seu retorno, levando a acreditar que ela partiu.
Durante novembro e dezembro de 2017, a estagiária Jisoo da Jungle Entertainment e as integrantes do 4TEN Hyeji, Hyejin e Heeo estavam participando do programa de sobrevivência da YG Mix Nine, mas foram eliminados.
Em março de 2018, foi anunciado que o grupo estaria voltando e que haviam lançado um projeto da Makestar para avaliar o interesse.

## Integrantes
- Hyeji (em coreano:  혜지), nascida Jung Hyeji (em coreano:  정혜지) em 2 de abril de 1992 (32 anos) em Seul, Coreia do Sul.
- Heeo (em coreano:  히오), nascida Kwak Heeo (em coreano:  곽히오) em 2 de maio de 1994 (30 anos) em Anyang, Coreia do Sul.
- Hyejin (em coreano:  혜진), nascida Baek Hyejin em (em coreano:  백혜진) em 21 de novembro de 1996 (28 anos) em Seul, Coreia do Sul.

### Ex-Integrantes
- Tem (em coreano:  탬), nascida Esther Gongju Tham (em coreano:  에스더공주탬) em 13 de fevereiro de 1990 (35 anos) nos Estados Unidos.
- Eujin (em coreano:  으진), nascida Choi Eujin (em coreano:  최으진) em 3 de dezembro de 1993 (31 anos) em Busan, Coreia do Sul.
- Yun (em coreano:  윤), nascida Heo Yoon (em coreano:  허윤) em 23 de setembro de 1994 (30 anos) em Busan, Coreia do Sul.
- Hajeong (em coreano:  하정), nascida Lee Hajeong (em coreano:  이하정) em 23 de setembro de 1997 (27 anos) em Incheon, Coreia do Sul.

## Discografia

### Singles
| Título                                                                                       | Ano  | Posiçoes nas paradas | Vendas        | Álbum              |
| Título                                                                                       | Ano  | COR                  | Vendas        | Álbum              |
| -------------------------------------------------------------------------------------------- | ---- | -------------------- | ------------- | ------------------ |
| "Tornado"                                                                                    | 2014 | —                    | - Coréia:     | Jack of All Trades |
| "왜 이래 (Why)"                                                                              | 2015 | —                    | - Coréia:     | Jack of All Trades |
| "살살해 (Go Easy)"                                                                           | 2015 | —                    | - Coréia:     | Jack of All Trades |
| "지독하게 (Severely)"                                                                        | 2016 | —                    | - COR: 5,002+ | Jack of All Trades |
| "—" indica lançamentos que não figuraram nas paradas ou que não foram lançados nessa região. |      |                      |               |                    |

## Filmografia

### Televisão

#### Participações em programas de variedades
| Ano  | Data               | Canal     | Título      | Integrante(s) | Ref. |
| ---- | ------------------ | --------- | ----------- | ------------- | ---- |
| 2014 | 2 - 16 de dezembro | MBC Music | Idol School | Todas         |      |